# Shut up and let me go
«Shut up and let me go» (español para: «Cállate y déjame ir») es el tercer sencillo del álbum We Started Nothing de la banda británica The Ting Tings. Fue lanzado el 21 de julio de 2008 en el Reino Unido, siguiendo el éxito de su predecesor, That's not my name, el cual logró posicionarse en primer lugar en los rankings. Shut up and let me go alcanzó el #6 en el UK Singles Chart así como en el UK Download Chart.
Después de aparecer como tema de la publicidad de iPod en Estados Unidos, Shut up and let me go fue lanzado en ese país el 15 de abril y fue el primer sencillo de los Ting Tings en hacer su aparición en el Billboard Hot 100. La canción fue posicionada en el #27 dentro de las 100 mejores canciones de 2008 según la revista Rolling Stone.

## Video musical
Dirigido por Alex y Liane para Factory Films, fue grabado en un solo día y muestra los componentes de la banda haciendo kung-fu y realizando varios gestos con las manos, basado en el Neoísmo. Debutó en Estados Unidos a través de MTV el 13 de junio, fue nominado para la entrega de premios de ese año en la categoría de Video del año y Mejor Video del Reino Unido, ganando en esta última.

## Formatos
Los siguientes son los formantos en los cuales fue lanzado "Shut Up and Let Me Go".
Descarga digital (Estados Unidos)

(lanzado el 15 de abril de 2008)
1. "Shut Up and Let Me Go" - 2:54

'CD 1 Reino Unido'/Australia CD Single

(lanzado el 21 de julio de 2008)
1. "Shut Up and Let Me Go" - 2:54
2. "Shut Up and Let Me Go" [Haji and Emanuel Remix]

CD 2 Reino Unido

(lanzado el 21 de julio de 2008)
1. "Shut Up and Let Me Go" - 2:54
2. "Shut Up and Let Me Go" (Tocadisco Love The Old School Mix)

7' Yellow Vinyl
1. "Shut Up and Let Me Go" - 2:56
2. "Shut Up and Let Me Go" [Tocadisco Love The Old School Mix] 5:47

Remixes CD Reino Unido

(lanzado el 28 de julio de 2008 2008)
1. "Shut Up and Let Me Go" (Tom Neville's Keep It Quiet Remix)
2. "Shut Up and Let Me Go" (Chris Lake Remix)
3. "Shut Up and Let Me Go" [Haji & Emanuel Remix]
4. "Shut Up and Let Me Go" [Tocadisco Love The Old School Mix]

## Posicionamiento en listas
| Listas (2008-2009)                          | Mejor posición |
| ------------------------------------------- | -------------- |
| Australia (ARIA)                            | 44             |
| Australian Club Chart1                      | 22             |
| Austria (Ö3 Austria Top 40)                 | 52             |
| Bélgica (Flandes) (Ultratip Bubbling Under) | 2              |
| Bélgica (Flandes) (Ultratop 50)             | 31             |
| Bélgica (Valonia) (Ultratip Bubbling Under) | 9              |
| Bélgica (Valonia) (Ultratop 50)             | 29             |
| Canadian Hot 100                            | 29             |
| France (SNEP)                               | 26             |
| Alemania (Media Control AG)                 | 43             |
| Hot Canadian Digital Singles                | 20             |
| Irish Singles Chart                         | 9              |
| Países Bajos (Mega Single Top 100)          | 65             |
| South Korea International Singles (Gaon)    | 39             |
| Suiza (Schweizer Hitparade)                 | 48             |
| UK (Official Charts Company)                | 6              |
| U.S. Billboard Hot 100                      | 55             |
| U.S. Billboard Hot Dance Club Play          | 1              |
| U.S. Billboard Hot Digital Songs            | 17             |
| U.S. Billboard Modern Rock Tracks           | 34             |
| U.S. Billboard Pop 100                      | 37             |
| U.S. Billboard Pop 100 Airplay              | 54             |

Haji & Emanuel Remix
| Lista (2010)                                          | Mejor posición |
| ----------------------------------------------------- | -------------- |
| Belgium (Ultratop 30 Back Catalogue Singles Wallonia) | 25             |

### Fin de año
| País (2008) | Posición |
| ----------- | -------- |
| Reino Unido | 63       |

## Personal
- Katie White - vocales, guitarra
- Jules De Martino - batería, teclado, percusión, producción, vocales
- Sam Beckwith - sintetizador
- Sarah Templeman - bajo
- Dave Sardy - remasterización

## Curiosidades
- "Shut Up And let Me Go" sale en un comercial para iPod en Estados Unidos.
- Utilizan la frase"I ain't freakin', i ain't fakin' this" de esta canción en Latinoamérica para un comercial de Bob Esponja en Nick (Nickelodeon).
- Es muy similar a la canción Take Me Out de Franz Ferdinand